# Cyrestis bettina
Cyrestis bettina är en fjärilsart som beskrevs av Hans Fruhstorfer 1899. Cyrestis bettina ingår i släktet Cyrestis och familjen praktfjärilar. Inga underarter finns listade i Catalogue of Life.